# سیارک ۶۵۰
سیارک ۶۵۰ (به انگلیسی: 650 Amalasuntha، نامگذاری:1907AM) ششصد و پنجاهمین سیارک کشف شده‌است که در ۴ اکتبر ۱۹۰۷ و در هایدلبرگ کشف شد.
قدر مطلق سیارک برابر ۱۲٫۹۳ است.